# Piedad Negra
En el universo ficticio de DC Comics, la Piedad Negra (Clemencia negra en otras traducciones) es una flor parasitaria extraterrestre que, al unirse a su huésped, se protege de ser eliminada proporcionándole la ilusión de que la realidad es la que este siempre había querido.
Mongul la usó contra Superman en la historia "Para el hombre que lo tiene todo", tanto en el cómic como en la adaptación animada en un episodio de Liga de la Justicia Ilimitada.
- Datos: Q6075233